# Geschichtsdidaktik (Zeitschrift)

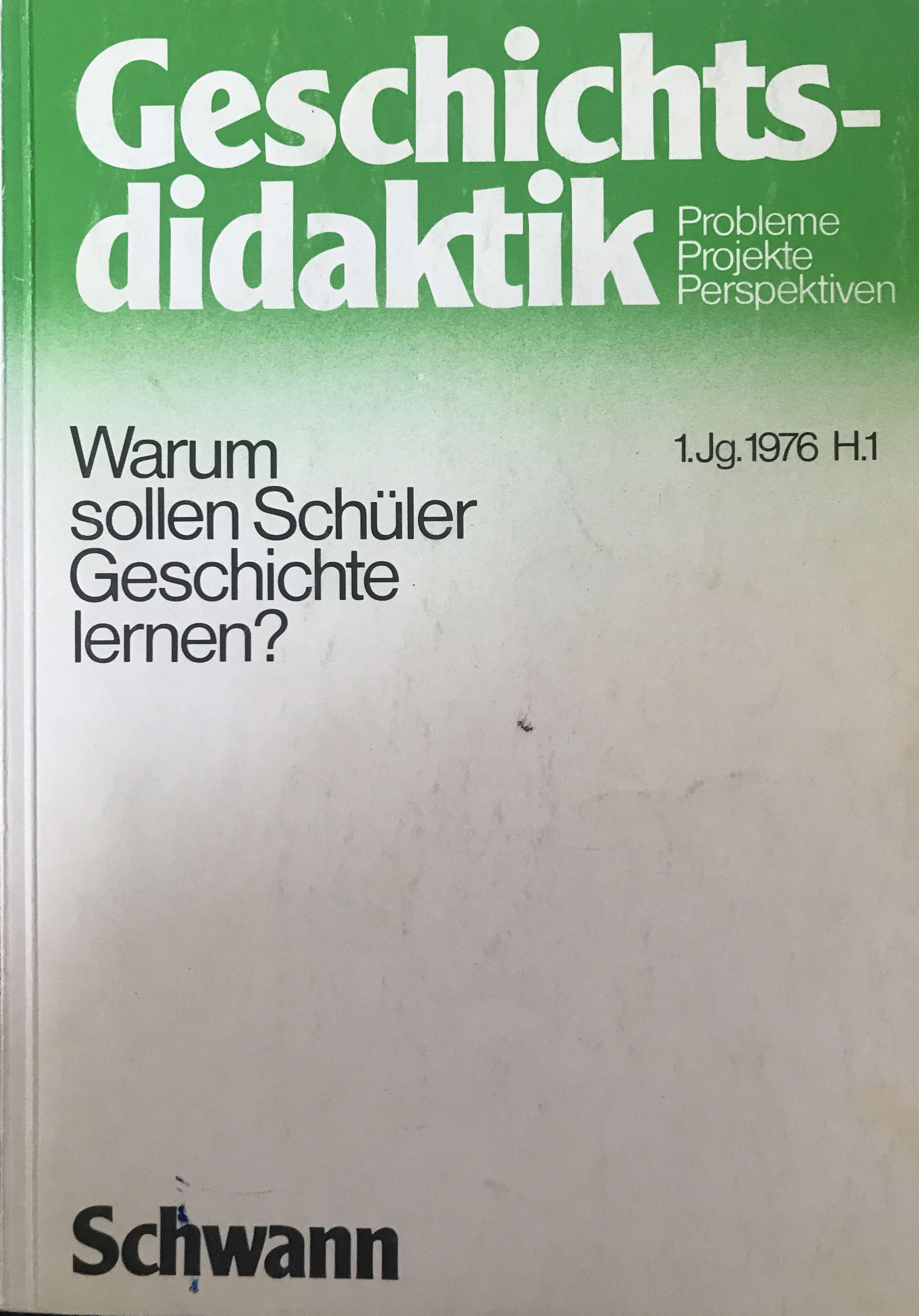
Geschichtsdidaktik, 1. Jg. 1976, H. 1

Die Zeitschrift Geschichtsdidaktik erschien von 1976 bis 1987 mit jeweils vier Ausgaben im Jahr im Düsseldorfer Schwann-Verlag. Sie behandelte vorwiegend geschichtsdidaktische Themen und gab Impulse zur Reform des Geschichtsunterrichts.
Die Herausgeber Annette Kuhn, Klaus Bergmann, Jörn Rüsen, Gerhard Schneider, Lothar Steinbach u. a. wollten mit der Neugründung einer Fachzeitschrift, die nur geschichtsdidaktische Themen aufgriff, eine Gegenposition beziehen zur stark fachwissenschaftlich geprägten Zeitschrift Geschichte in Wissenschaft und Unterricht. Sie einte die Vorstellung einer „kritischen“ Geschichtsdidaktik, die sich am Leitbegriff der Emanzipation orientierte. Damit standen sie in Opposition zu weniger gesellschaftskritischen geschichtsdidaktischen Konzepten etwa von Joachim Rohlfes und Karl-Ernst Jeismann.
1987 wurde die Zeitschrift aus wirtschaftlichen Gründen eingestellt. Ihre konzeptionelle Nachfolge mit stärker praktischer Orientierung trat die Zeitschrift Geschichte lernen im Friedrich-Verlag an.